# Benjamin Jowett
Benjamin Jowett (Londres, 15 de abril de 1817 – 1 de outubro de 1893) foi um renomado teólogo, tradutor e educador britânico, amplamente reconhecido por seu trabalho como reitor do Balliol College, Oxford, e por suas traduções influentes de obras de Platão e Aristóteles. Ele foi uma figura importante no cenário acadêmico e teológico da era vitoriana.

## Biografia
Benjamin Jowett nasceu em Camberwell, Londres, filho de um clérigo anglicano. Ele ingressou no Balliol College, Oxford, em 1836, onde rapidamente se destacou em estudos clássicos e teológicos. Em 1842, foi eleito tutor do Balliol College, posição que lhe permitiu moldar gerações de estudantes com sua abordagem inovadora e humanista.
Como reitor do Balliol College a partir de 1870, Jowett foi uma força motriz por trás de reformas acadêmicas que modernizaram o ensino superior em Oxford, promovendo maior acessibilidade e diversidade nos métodos pedagógicos.

## Contribuições Literárias e Intelectuais
Jowett é lembrado principalmente por suas traduções de textos clássicos que se tornaram referências em língua inglesa:
- The Dialogues of Plato – Uma tradução inovadora que tornou os diálogos de Platão acessíveis ao público moderno, com comentários detalhados sobre filosofia grega.
- The Politics of Aristotle – Sua tradução e interpretação da obra de Aristóteles foram fundamentais para os estudos políticos na época.
- Traduções de obras religiosas, incluindo um trabalho crítico sobre o Novo Testamento.

Além de tradutor, Jowett foi um dos autores de Essays and Reviews (1860), uma coletânea de ensaios que desafiou abordagens tradicionais de interpretação bíblica. Isso resultou em controvérsias significativas entre teólogos conservadores e liberais.

## Legado
Jowett faleceu em 1893 em Hampshire, Inglaterra, e foi sepultado no Cemitério de St. Sepulchre, Oxford. Ele deixou um legado duradouro nos estudos clássicos e na educação superior, influenciando gerações de líderes políticos e intelectuais.

## Ligações Externas
- Página sobre Benjamin Jowett na Encyclopaedia Britannica
- Versão digital de The Dialogues of Plato no Archive.org
- Artigo na Stanford Encyclopedia of Philosophy sobre Platão e política
- Entrada na Encyclopaedia Theodora
- Obras de Benjamin Jowett na Open Library